# Pachyhelea pachymera
Pachyhelea pachymera är en tvåvingeart som först beskrevs av Samuel Wendell Williston  1900.  Pachyhelea pachymera ingår i släktet Pachyhelea och familjen svidknott. Inga underarter finns listade i Catalogue of Life.